# おもちゃ (1999年の映画)
『おもちゃ』は、1999年の日本映画。主演：宮本真希、監督：深作欣二。

## 概要
祇園を舞台とした作品で、新藤兼人が『祇園の姉妹』のオマージュとして、執筆した小説を自ら脚色。宮本真希のデビュー作で、主人公の舞妓名「おもちゃ」は『祇園の姉妹』の主人公の名前でもある。売春防止法が施行されようとしている1958年の京都市の花街置屋で、おちょぼ（雑用係）をしていた少女が舞妓に成るまでの物語である。深作欣二が監督した全作品のうち、『ファンキーハットの快男児』と本作のみ、人の死を描いていない。

## あらすじ
売春防止法施行前後の昭和33年、京都の花街。貧しい職人の家に生まれた時子は、置屋の藤乃家で仕込みおちょぼの舞妓見習として働いていた。
あるとき女将里江のパトロンである吉川が、息子が藤乃家の芸妓である照蝶にたぶらかされたと怒鳴り込んでくる。呉服屋の婿養子である吉川が金のかかる里江と別れるために息子と謀った策略だった。照蝶に手を上げる吉川に里江は別れを決意するが、時子を舞妓としてひとり立ちさせるために金策に走らなければならなかった。里江が新たなパトロンに一夜身を任せ、時子がいよいよ舞妓「おもちゃ」として水揚げされることになった。

## キャスト
- 時子 - 宮本真希
- 里江 - 富司純子
- 照蝶 - 南果歩
- 染丸 - 喜多嶋舞
- 吉川嘉一郎 - 津川雅彦
- 吉川順一 - 柴田善行
- 君竜 - 魏涼子
- ミチコ - 野川由美子
- 花万の女将 - 岡田茉莉子
- 北山の大尽 - 加藤武
- 三上 - 三谷昇
- 香山 - 六平直政
- 高坂 - 笹野高史
- ウメ婆さん - 荒木雅子
- 時子の母 - 松村康世
- 時子の父 - 野口貴史
- 時子の兄 - 竜川剛
- 時子の妹 - 坂本真衣
- 時子の弟 - 市村貴俊
- ミチコの子 - 梅本直輝
- 京子 - 安岡真智子
- 大学の先生 谷口高史
- 徳さん - 大木晤郎
- 山下 - 月亭八光
- 美恵 - 北村祐子
- 住人 - 丸平峯子
- 若い男 - 高良隆志
- 製材所社長 - 小野順一
- 踊りの師匠 - 富美蝶

## スタッフ
- 監督 - 深作欣二
- 脚色・原作 - 新藤兼人
- 企画 - 佐藤雅夫・平哲夫・深作欣二
- プロデューサー - 豊島泉・春日たかし・小柳憲子
- 撮影 - 木村大作
- 撮影効果 - 板野元宣
- 美術 - 西岡善信
- 装置 - 梶谷信男
- 装飾 - 玉井憲一
- 音楽 - 天野正道
- 音楽プロデューサー - おくがいち明
- 録音 - 佐俣マイク
- 整音 - 伊藤宏一
- 音響効果 - 竹本洋二・和田秀明
- 照明 - 安藤清人
- 編集 - 園井弘一
- 衣装デザイン - 松田孝
- 監督補佐 - 原田徹
- 助監督 - 苫米地祥宏
- スクリプター - 田中美佐江
- スチール - 野上哲夫・溝縁ひろし

## 製作
深作欣二は30年間、本作の映画化を目指していた。主人公の時子役には、映画として全く色のついていない新人がいいということで、イメージがついていない宮本真希が抜擢された。宮本は宝塚歌劇団の星組に在籍し、娘役のスター候補と目されていたが、映画への志を強く抱き、宝塚歌劇団を2年で退団していた。オーディションではなく、撮影が始まる3か月前に深作とプロデューサーが宮本の事務所に行き、「家族構成は？出身は？」など30分ほど世間話をして終わった、どこが決め手で時子を配役されたのかわからないと宮本は答えている。
『吉原炎上』に感銘を受けていた宮本は、ヌードシーンに対してもためらいはなかった。水揚げが決まったあと、時子が思いを寄せる恋人への気持ちを断ち切るために、職場へ出向くシーンで深作は時子を泣かせようとしたが、宮本は「時子だったら、この場面では笑いたい」と提案。自分の思う通りに宮本は演技をし、モニター越しに深作は「君のおかげで素晴らしいシーンができた」と涙を流していたが、宮本は「新人で怖いもの知らずだから、直言できたと思う」と振り返っている。
クランクイン直後にメインカメラマンの田村正毅が降板し、撮影休止となったが、急きょ木村大作が駆けつけ、続行された。撮影は3か月以内の予定だったが、結果的に半年ほどかかった。

## 受賞
国内興行は振るわなかったが、以下を受賞している。
- 第23回日本アカデミー賞
  - 優秀監督賞 - 深作欣二
  - 優秀脚本賞 - 新藤兼人
  - 優秀助演女優賞 - 富司純子
  - 優秀音楽賞 - 天野正道
  - 優秀撮影賞 - 木村大作
  - 優秀照明賞 - 新藤清人
  - 優秀美術賞 - 西岡善信
  - 優秀編集賞 - 園井弘一
  - 新人俳優賞 - 宮本真希
- 第11回東京国際映画祭・最優秀女優賞 - 宮本真希[9]
- 第9回日本映画批評家大賞・新人賞 - 宮本真希
- 第42回ブルーリボン賞・助演女優賞 - 富司純子
- 第73回キネマ旬報ベスト・テン・助演女優賞 - 富司純子
- 第12回日刊スポーツ映画大賞・石原裕次郎賞・主演女優賞 - 富司純子
- 第54回毎日映画コンクール・田中絹代賞 - 富司純子
- 第24回報知映画賞・助演女優賞 - 富司純子 ※『あ、春』『ドリームメーカー』と併せて